# منتخب كوريا الجنوبية لكأس فيد
منتخب كوريا الجنوبية لكأس فيد هو ممثل كوريا الجنوبية الرسمي في كرة المضرب في كأس فيد.